# Punakha
Punakha (dzongkha: སྤུ་ན་ཁ་) è il centro amministrativo del distretto di Punakha, uno dei 20 distretti del Bhutan. Fondata dallo Shabdrung Ngawang Namgyal nel XVII secolo, è stata capitale del Bhutan e sede del potere politico fino al 1955, quando la capitale fu spostata a Thimphu. Con 21.500 abitanti, è la seconda città più popolata del paese.

## Geografia fisica e clima
Situata 72 km a nord dell'attuale capitale, presenta un clima più mite rispetto ad essa, con inverni freschi e asciutti ed estati decisamente calde e piovose a causa dell'arrivo dei monsoni e della particolare conformazione della valle in cui sorge la città. Questo è dovuto alla differente altezza cui sorgono le due città: Thimphu va dai 2.200 ai 2.600 metri sul livello del mare, Punakha è situata circa 1000 metri più in basso. La valle in cui è collocata Punakha è resa molto fertile dalla presenza dei fiumi Mo Chhu e Pho Chuu che qui confluiscono in un unico fiume.
| Punakha             | Mesi | Mesi | Mesi | Mesi | Mesi | Mesi | Mesi | Mesi | Mesi | Mesi | Mesi | Mesi | Stagioni | Stagioni | Stagioni | Stagioni | Anno  |
| Punakha             | Gen  | Feb  | Mar  | Apr  | Mag  | Giu  | Lug  | Ago  | Set  | Ott  | Nov  | Dic  | Inv      | Pri      | Est      | Aut      | Anno  |
| ------------------- | ---- | ---- | ---- | ---- | ---- | ---- | ---- | ---- | ---- | ---- | ---- | ---- | -------- | -------- | -------- | -------- | ----- |
| T. max. media (°C)  | 16,8 | 18,7 | 22,3 | 24,7 | 25,8 | 26,7 | 26,9 | 26,7 | 26,3 | 24,8 | 21,3 | 18,2 | 17,9     | 24,3     | 26,8     | 24,1     | 23,3  |
| T. media (°C)       | 10,8 | 12,8 | 16,4 | 19,2 | 21,1 | 22,7 | 23,3 | 23,1 | 22,4 | 19,6 | 15,4 | 12,1 | 11,9     | 18,9     | 23,0     | 19,1     | 18,2  |
| T. min. media (°C)  | 4,9  | 7,0  | 10,5 | 13,8 | 16,5 | 18,8 | 19,7 | 19,6 | 18,6 | 14,5 | 9,5  | 6,1  | 6,0      | 13,6     | 19,4     | 14,2     | 13,3  |
| Precipitazioni (mm) | 15   | 18   | 68   | 133  | 328  | 639  | 743  | 534  | 394  | 120  | 17   | 7    | 40       | 529      | 1 916    | 531      | 3 016 |

## Dzong di Punakha

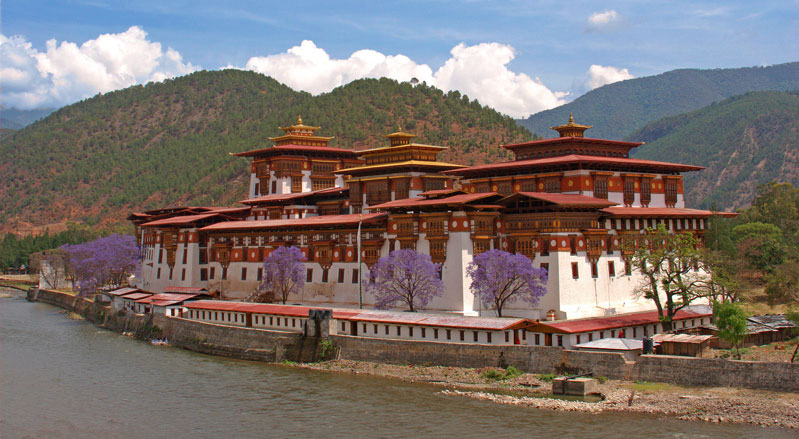
Lo dzong di Punakha circondato da alberi di Jacaranda.

Lo dzong di Punhaka, costruito tra il 1637 e il 1638, è la sede invernale del Dratshang Lhentshog, cioè la Comunità Monastica Centrale del Bhutan, guidata dallo Je Khenpo. L'edificio, di dimensioni maestose, si trova alla confluenza dei fiumi Pho Chhu e Mo Chhu, provenienti dalle montagne vicine. Per questa ragione è stato più volte danneggiato da alluvioni catastrofiche da laghi glaciali. Esso ospita al suo interno alcune reliquie particolarmente sacre per la scuola Kagyu del Buddhismo tibetano, tra cui i resti di Ngawang Namgyal e del tertön Pema Lingpa.
Nel 1907 lo Dzong di Punakha fu la sede dell'incoronazione del primo re del Bhutan: Ugyen Wangchuck (o Deb Nagpo). Tre anni dopo fu firmato qui il fondamentale trattato di Punakha, in base al quale la corona britannica garantiva la non interferenza inglese negli affari interni bhutanesi in cambio della gestione degli affari esteri.
Tra il 1750 e il 1849 lo dzong fu danneggiato più volte da una serie di incendi, mentre il terribile terremoto del 1897 lo rase quasi del tutto al suolo. Ricostruito ancora una volta, nel 1986 un ultimo incendio ha danneggiato la struttura, che oggi è perfettamente integra.

## Coltivazione del riso
La valle di Punakha è famosa in Bhutan per la coltivazione del riso, resa possibile dalla presenza dei due fiumi.
Ritsha (che significa alla base di una collina) è un tipico villaggio poco distante da Punakha. Le case del villaggio sono fatte di fango solidificato con fondamenta di pietra. Ogni casa è alta solo due piani. Intorno alle case ci sono i giardini e le risaie. I giardini di solito hanno anche pochi esemplari di alberi da frutto come aranci e papaye tra le verdure biologiche. Negli ultimi anni, il lavoro agricolo è stato meccanizzato e questo ha permesso agli abitanti del villaggio una relativa prosperità economica, tanto che oggi Ritsha in Bhutan è considerato un modello da seguire per la coltivazione del riso.